# Sarmatia expandens
Sarmatia expandens är en fjärilsart som beskrevs av Walker 1873. Sarmatia expandens ingår i släktet Sarmatia och familjen nattflyn. Inga underarter finns listade.